# The deer stealers
The deer stealers is een kort verhaal, geschreven door Geoffrey Vickers.
Het verhaal speelt zich af in de 19e eeuw in het bos en in het stadje Shaston.
Het gaat over de handel in hertenvlees, wat een zeer geliefd product zou zijn. Zo geliefd, dat er illegal in verhandeld werd. De plek waar het zich afspeelt is grondgebied van de forester, een soort boswachter. Hij heeft alleen het recht om herten af te schieten en te verkopen. Als iemand deze regel overtrad, werd men opgehangen.
Het verhaal begint in de vertelperspectief.

## Het verhaal
Het begint met Hugh die paddenstoelen wilde plukken in het bos. Maar tijdens zijn tocht kwam hij een oude vreemde man tegen, wiens gezicht bedekt was met bijen. Hugh hielp de arme man, door zijn mandje, die dan als bijenkorf moest voorstellen, onder zijn gezicht te plaatsen. Wanneer de bijen van de oude man af waren, stelde hij zich voor. Zijn naam was Pat en woonde op Dead Man's Bottom. Een plaats waar wilden, dieven en verbannelingen leefden.
Na deze eerste ontmoeting volgden er al spoedig meer. Hugh leerde veel van Pat over het bos en hoe hij moest vechten. Ook leerde hij van hem wat hij doen moest als hij eens door bloedhonden werd achtervolgd. Hugh moest dan rennen richting het moeras Wainfleet Bottom. De band tussen de twee werd opeens een lange tijd onderbroken, wanneer Pat jaagt op een hert, wat verboden was. Gedurende deze tijd hielp Hugh zijn vader mee, die houthakker was.
Toen Hugh 16 werd, ging hij voor de eerste keer samen met Perron (een vriend van zijn vader), met een houtkar naar het stadje Shaston. Aangekomen in de stad, brak opeens het wiel waardoor de lading hout van de kar afviel. Perron, die hulp ging halen, gaf Hugh de opdracht om de kar te bewaken. Ook Pat was bij deze gebeurtenis aanwezig, alleen had hij zichzelf vermomd. In deze lading hout zat forest mutton ( hertenvlees) verstopt.
Een uur later kwam Perron weer terug met een nieuwe kar. Nadat de handel was afgedaan, gingen ze naar het huis van Perron. Daar kreeg hij een baan aangeboden bij een houtmolen te Blandford. Hugh vertrok in de avond weer terug naar huis, met de boodschap dat zijn vader geen hertenvlees in het hout moest verstoppen. Tijdens zijn tocht moest hij opletten, dat hij niet gevangen werd genomen door de foresters, houders van het bos.
Maar wanneer Hugh langs het huis van de forerster voorbij kwam, werd hij echter toch gevangengenomen en werd hij in het huis ondervraagd. Hugh zegt echter niks en gebruikte alle geweld om weer vrij te komen en te vluchten. Nadat hij buiten was, werd hij al gauw achter nagezeten door bloedhonden, met het advies van Pat in zijn achterhoofd, rende hij naar Wainfleet Bottom. Aldaar viel hij onverwachts in het ravijn, in Dead Man's Bottom.
Hier kwam Hugh Pat weer tegen, die hem verder hielp op weg naar huis. Ondertussen vertelt hij aan Hugh dat zijn vader, dankzij de handel, eigenlijk een rijk man was. Wanneer hij weer thuis was, moest hij van zijn vader de baan van Perron aannemen.